# 徐行 (嘉靖進士)
徐行（1528年—？），字之弟，又字逊伯，號及川、又号兑川，直隸保定府博野縣人，民籍，明朝政治人物。

## 生平
徐行為嘉靖二十八年（1549年）己酉科順天府鄉試第一百二名舉人。嘉靖三十二年（1553年），中式癸丑科會試第九十五名，廷試三甲第一百三十三名進士。都察院观政，授山东济南府推官，升兵部主事，调吏部主事，在告。四十五年三月，由吏部稽勋司郎中升官成為陕西右参政，後調職為湖广右参政，隆庆五年（1671年）十二月，升為四川按察使，万历二年（1574年）正月，升為山西右布政使，八年正月，复除為河南左布政使，九年十月，给事中叶遵论劾他的衰庸不职，准許讓他退休。

## 家族
曾祖徐恭；祖父徐廷璋，省祭官；父徐鸞（1509年-？），號涛山，貢士，官趙府左長史。母劉氏。弟徐州化。